# Мілов Леонід Володимирович
Леонід Володимирович Мілов (нар. 6 лютого 1966, Дніпропетровськ) — український, а з 2005 року — німецький шахіст, гросмейстер (2012).

## Біографія
З 1983 по 1987 рік навчався в Дніпропетровському державному університеті на філологічному факультеті.
Чемпіон України серед юнаків у 1982 і 1983 роках. З 2000 року проживає в Німеччині.
У вересні 2012 року Мілов був визнаний Великим магістром на конгресі ФІДЕ в Стамбулі.
За свою кар'єру Леонід Мілов провів більше 610 ігор.